# 成願寺 (中野区)
成願寺（じょうがんじ）は、東京都中野区本町二丁目にある曹洞宗の寺院。山号は多宝山（たほうざん）。中野長者（なかのちょうじゃ）と呼ばれた鈴木九郎の寺として知られる。

## 歴史
開基である鈴木九郎は紀州出身で室町時代初期に当地にやってきた。九郎は武蔵国多摩郡中野郷から豊島郡角筈村にかけての土地を購入して開拓を行い、財を成して「中野長者」と呼ばれていた。
九郎には小笹という一人娘がいたが18歳で病死してしまった。九郎はこれを機に残りの人生を仏門に生きる決意をし、小田原の大雄山最乗寺の春屋宗能の教えを受け名を正蓮に改め僧侶となり、邸宅を寺院にしたのが当寺院の始まりである。当寺の開基は鈴木九郎、開山（宗教面の創始者）は春屋宗能の曾孫弟子にあたる川庵宗鼎である。
九郎は小笹の供養のため持仏堂を建立し、娘の戒名「真窓正観禅女」から寺号を正観寺とし、同じ境内には熊野神社も祀った。
正観寺は江戸初期の寛永5年（1628年）に神社と分離され、中野区本町に移転して寺号を成願寺に改めた。幕末には新選組の近藤勇がその家族を当寺に預けていたこともある。
1972年（昭和47年）の成願寺の開山像の解体修理で内部から骨が見つかり、鈴木尚の鑑定や調査により九郎、娘の小笹とその愛犬の骨と推定され、遺骨は開山像と墓所、寺院内に分骨された。

## 史跡
- 本堂…本尊は鎌倉時代の釈迦牟尼佛如来像。
- 龍鳳閣 (開山堂)
- 圓通閣（百観音堂）
- 鈴木九郎の墓[5]
- 鍋島家の墓地(蓮池鍋島家。蓮池藩は佐賀藩の支藩であった。)
- たから第六天（山手通りを挟んだ反対側に所在）
- 大達磨絵

## 施設
当寺院が母体となって隣接してある幼稚園「中野たから幼稚園」を運営している。

## アクセス
- 〒164-0011 東京都中野区本町2-26-6
- 丸ノ内線・大江戸線「中野坂上駅」1番出口より徒歩5分（山手通り沿い）（経路案内）。
- 拝観は日中の時間帯のみ無料。